# Maigret und sein Rivale
Maigret und sein Rivale (französisch L’Inspecteur Cadavre) ist ein Kriminalroman des belgischen Schriftstellers Georges Simenon. Er ist der 24. Roman einer Reihe von insgesamt 75 Romanen und 28 Erzählungen um den Kriminalkommissar Maigret. Der Roman wurde am 3. März 1943 in Saint-Mesmin im Département Vendée fertiggestellt und im Januar 1944 gemeinsam mit Maigret contra Picpus und Maigret und das Dienstmädchen im Sammelband Signé Picpus bei der Éditions Gallimard veröffentlicht. Die erste deutsche Übersetzung von Hansjürgen Wille und Barbara Klau erschien 1962 bei Kiepenheuer & Witsch. Im Jahr 1987 publizierte der Diogenes Verlag eine Neuübersetzung von Ingrid Altrichter.
Auf Bitten eines Untersuchungsrichters reist Kommissar Maigret in das Département Vendée, um dessen Schwager durch halboffizielle Ermittlungen zu entlasten. Die Dorfgerüchte bringen den wohlhabenden Gutsbesitzer mit dem Tod eines jungen Burschen in Verbindung, der ein Verhältnis mit seiner Tochter gehabt haben soll. Bereits bei der Anreise trifft der Pariser Kommissar auf einen ehemaligen Kollegen, dessen Wiedersehen ihn alles andere als erfreut. Der allen nur als „Inspektor Cadavre“ bekannte Ex-Polizist verdient sein Geld inzwischen als Privatdetektiv. Bei der Ermittlung wird er zu Maigrets Rivalen.

## Inhalt

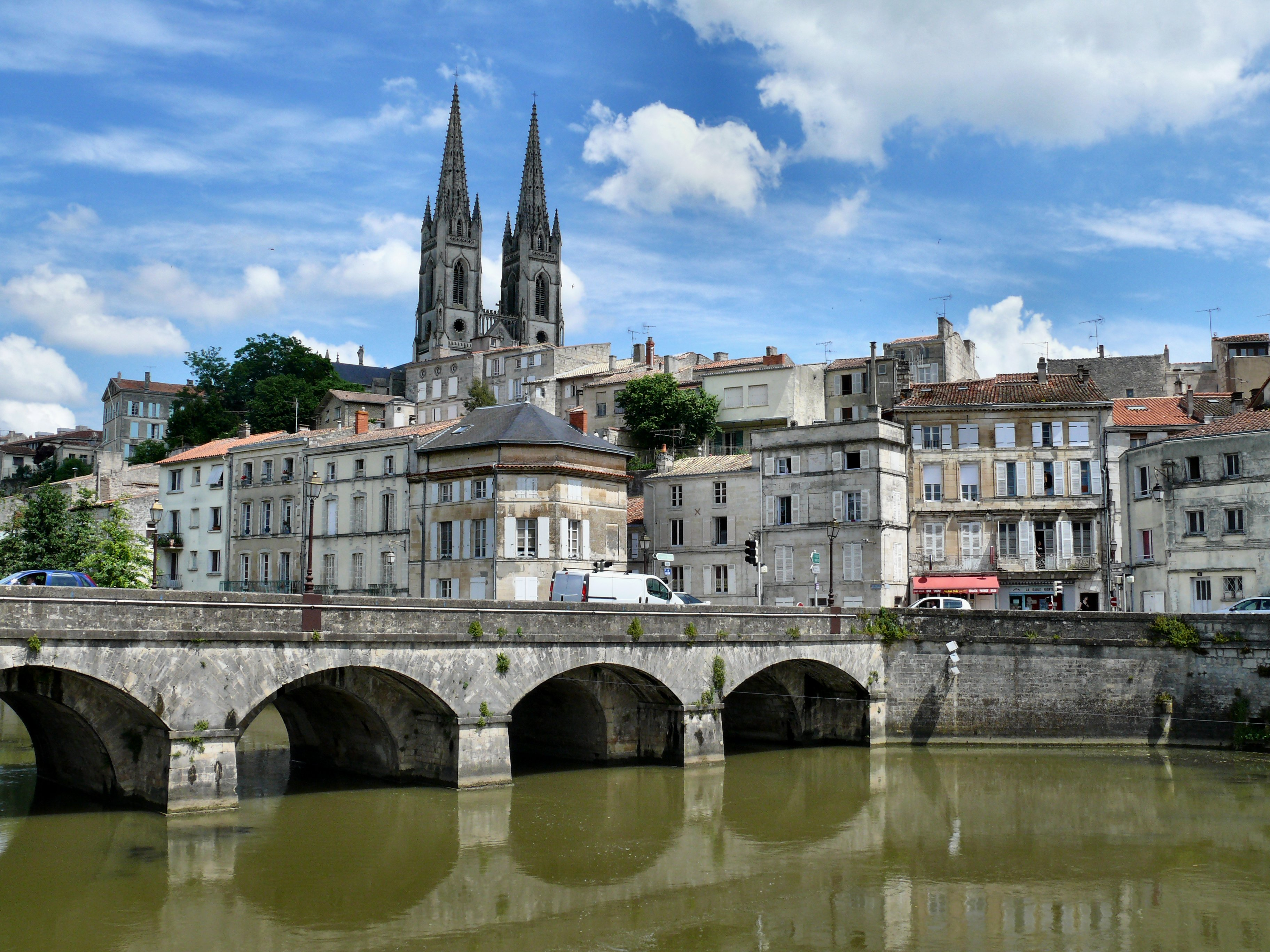
Panorama von Niort

Es ist ein nasskalter Januar, und Maigret ermittelt offiziös in Saint-Aubin-les-Marais, nahe Niort in der Vendée. Der Untersuchungsrichter Victor Bréjon hat ihn gebeten, seinem Schwager Étienne Naud gegen eine drohende Anklage beizustehen. Im Dorf kursieren Gerüchte, der wohlhabende Gutsbesitzer sei schuld am Tod des jungen Albert Retailleau, der in der Nähe seines Anwesens leblos an den Bahngleisen gefunden wurde. Der Pariser Kommissar muss erkennen, dass sein Ruf nicht bis in das abgelegene Dorf gedrungen ist, wo ihm Schweigen und Feindseligkeit entgegenschlägt. Eine kleine Gruppe Aufrührer, allen voran Louis Fillou, ein Freund des Toten, werfen dem Fremdling vor, er sei sowieso von den Reichen gekauft. Ansonsten will niemand mit dem Gast reden oder Näheres über den Tod Alberts wissen, sogar seine Mutter, die überraschend zu Geld gekommen scheint, zeigt keinerlei Interesse an der Aufklärung. Und auch die Nauds sind wenig erbaut über die unerwartete Hilfe aus Paris. Ihre Tochter Geneviève schleicht sich nachts in Maigrets Zimmer, um ihm anzuvertrauen, dass Retailleau sie geschwängert habe. Dabei droht sie, sich umzubringen, wenn der Kommissar sie verrate.
Der verärgerte Maigret ist nahe daran, die Ermittlungen aufzugeben und einfach wieder abzureisen, wenn er nicht auf einen Rivalen gestoßen wäre. Justin Cavre, genannt „Inspektor Cadavre“, war ein ehemaliger Kollege Maigrets am Quai des Orfèvres, bevor er wegen Unregelmäßigkeiten seinen Dienst quittieren musste und ein Büro als Privatdetektiv eröffnete. Maigret konnte den intelligenten Eigenbrötler, der voller Misstrauen und Hass gegen seine Mitmenschen steckt, noch nie leiden. Dies ändert sich auch nicht, als er Cavre ausgerechnet in Saint-Aubin-les-Marais wiedertrifft, und der Privatdetektiv seinem ehemaligen Kollegen bei den Ermittlungen stets einen entscheidenden Schritt voraus ist. Seine Anwesenheit und sein überhebliches Auftreten stacheln den Ehrgeiz des Pariser Kommissars erst an.
Ausgerechnet den Inspektor Cadavre entdeckt Maigret auch, als er sich eines Abends ungebeten Zutritt zur Villa Alban Groult-Cotelles verschafft, des Familienfreunds der Nauds, der sich als heruntergekommener Aristokrat ohne echte Aufgabe durchs Leben schnorrt. Maigret erfährt, dass Naud der Auftraggeber des Privatdektivs ist, und kaum ist er aus dem Haus, kann er zwei Telefongespräche belauschen, in denen Cavre und Groult-Cotelle Naud vor Maigrets Ermittlungen warnen, und der Gewarnte anschließend seinen verdatterten Schwager, den Untersuchungsrichter Bréjon, eindringlich auffordert, Maigret umgehend wieder nach Paris abzuberufen.
Bei der Befragung Étienne Nauds ist dieser jedoch nicht lange in der Lage, Maigrets Beharrlichkeit standzuhalten. Er bricht weinend zusammen und gesteht, dass er es gewesen sei, der Albert Retailleau getötet hat. In jener Nacht hörte er einen lautstarken Streit im Zimmer seiner Tochter Geneviève und entdeckte dort den jungen Mann, der floh, vom entrüsteten und um die Unschuld seiner Tochter besorgten Vater verfolgt. Als Naud ihn stellte, bat ihn Albert nicht wie erwartet um Verzeihung, sondern belegte Geneviève und die ganze Familie Naud mit derart unflätigen Beschimpfungen, dass Naud ihn in einem Wutausbruch erschlug und anschließend zu den Bahngleisen schleifte. Nur einem Menschen vertraute er sich in der Folge an: seinem Freund Groult-Cotelle. Die im Dorf aufkeimenden Gerüchte unterdrückte er durch Schweigegelder, auch Retailleaus Mutter zog er mit einer großzügigen Entschädigung auf seine Seite. Schließlich heuerte er den Privatdetektiv Cavre an, um belastende Beweisstücke wie die Mütze des Toten verschwinden zu lassen.
Zwar ist das Verbrechen aufgeklärt, doch Maigret ist nicht der Ansicht, in Naud den eigentlichen Schuldigen an der Tragödie vor sich zu haben, den ihm zuvor ein intimer Blickwechsel zwischen Geneviève und Groult-Cotelle offenbart hat. Er lässt den Familienfreund samt Inspektor Cadavre rufen und bringt ans Tageslicht, dass der von seiner Frau getrennt lebende Aristokrat einst die junge Geneviève verführte und seitdem ihr Geliebter ist. Als das Mädchen schwanger wurde, wollte er sich aus der Verantwortung stehlen und forderte von Geneviève, das Kind einem Burschen aus dem Dorf anzuhängen. Die Wahl fiel auf Albert Retailleau, der einige Monate an Genevièves vorgetäuschte Liebe glaubte, bis er begriff, dass ihm das Kind nur untergeschoben werden sollte, woraufhin er seine Braut zur Rede stellte. Die anschließende Auseinandersetzung mit dem Vater Naud überlebte nur einer von zwei wutentbrannten Männern. Der feige Groult-Cotelle hingegen ahnte bereits im Vorhinein, dass an diesem Abend ein Unglück bevorstand, und verreiste, um ein sicheres Alibi vorweisen zu können.
Für Maigret sind die Nauds gestraft genug dadurch, dass ihnen nichts anderes übrigbleiben wird, als ihre Heimat zu verlassen, um den schwelenden Gerüchten zu entfliehen. Wie er gekommen ist, reist er gemeinsam mit seinem Rivalen Cadavre ab, ohne das Verbrechen öffentlich aufzuklären, womit er in den Augen des jungen Louis Fillou bloß seine Bestechlichkeit bestätigt. Jahre später hört Maigret, dass Étienne Naud Rinderzüchter in Argentinien geworden ist, und der auf Veranlassung des Kommissars geschiedene Groult-Cotelle muss sich endlich seiner Verantwortung stellen und heiratet in Südamerika seine Geliebte Geneviève.

## Hintergrund
Während des Zweiten Weltkriegs lebte Georges Simenon mit seiner Familie überwiegend im südwestlichen Teil Frankreichs, zuerst in Fontenay-le-Comte, ab Oktober 1942 in eine Villa im Dorf Saint-Mesmin im Département Vendée. Dort beendete er den autobiografischen Roman Pedigree (deutsch: Stammbaum) sowie fünf andere Romane, darunter Die Flucht des Monsieur Monde. Maigret und sein Rivale war der einzige Maigret-Roman in dieser Periode. Der fiktive Handlungsort Saint-Aubin-les-Marais ist ebenfalls in der Vendée angesiedelt. Simenon verortete ihn zwischen Fontenay-le-Comte und Niort, in der Nähe der Gemeinde Benet.
Zwischen Maigret und sein Rivale und dem zuvor entstandenen Roman Maigret und das Dienstmädchen liegen rund 10 Monate und der Umzug nach Saint-Mesmin. Die Romane unterscheiden sich jedoch vollständig in Ton und Atmosphäre. Maigret und das Dienstmädchen spielt im Frühjahr in einer im Wachsen begriffenen Neusiedlung nahe Paris. Die Geschichte wirkt fröhlich und beschwingt und dreht sich hauptsächlich um die Tändelei zwischen Maigret und dem Dienstmädchen. Maigret und sein Rivale zeigt eine traditionelle, über Generationen gewachsene und scheinbar unveränderliche ländliche Lebensordnung, und die Handlung in der winterlichen Vendée ist wesentlich düsterer, bedrohlicher und komplexer. Der Gegensatz zwischen den beiden Romanen zeigt sich auch im unterschiedlichen Gebrauch der Redensart „Alles renkt sich wieder ein“. In Maigret und das Dienstmädchen tröstet Maigret mit diesen Worten noch voller Mitgefühl das verzweifelte Dienstmädchen. In Maigret und sein Rivale übt er hingegen Kritik an solch fadenscheinigem Trost und spricht von einer gräßlichen „Redensart, bei der ich jedes Mal, wenn ich sie höre, zusammenzucke und mit den Zähnen knirsche“.

## Interpretation
Gemäß seinem Titel Maigret und sein Rivale steht der Roman für Murielle Wenger ganz im Zeichen der Rivalität zwischen dem Pariser Kriminalkommissar und dem ehemaligen Inspektor. Der Wettstreit der beiden unterschiedlichen Charaktere gleiche einem Versteckspiel, bei dem Cadavre Maigret immer einen Schritt voraus sei, teilweise würden die Handlungen Maigrets durch die Anwesenheit seines Rivalen regelrecht konditioniert. Tilman Spreckelsens sieht Cadavre auf der Skala zwischen Witzfigur und dunklem Zwilling: so lächerlich, dass ihn niemand mit dem berühmten Kommissar verwechseln könne, sorge er dennoch zu Beginn dafür, dass der Meister nicht in den Fall findet und sich fühlt, als sei er gar nicht Maigret. Der Kommissar glaubt bereits an einen „Triumph des Glücklosen, des Unglücklichen, des Eifersüchtigen“ und will die Untersuchungen abbrechen, doch am Ende setzt er Cadavres Vernichtung von Spuren seine eigene Methode entgegen, die nicht auf Indizien, sondern auf Verständnis für die beteiligten Personen beruht. Damit raubt er dem ehemaligen Inspektor seine Selbstsicherheit und weckt ungewollt dessen Bewunderung. Maigret fühlt am Ende Mitleid mit seinem Rivalen, der mit seinem angeborenen Misstrauen, seinem Pessimismus und seinem Hass auf die Menschen das genaue Gegenteil Maigrets verkörpert, der sich trotz aller negativen Erfahrungen stets ein Grundvertrauen in die Menschheit bewahrt, worin er laut Wenger seinem Schöpfer Simenon ähnele.
Paul Bailey sieht hingegen nicht die Rivalität zwischen Maigret und Cadavre im Mittelpunkt des Romans, sondern die „beschmutzte Seele“ des heruntergekommenen Aristokraten Groult-Cotelle, dessen Wertlosigkeit dem Leser beständig vor Augen geführt werde. Der Roman zeichne ein Bild von ländlichem Snobismus und Scheinheiligkeit sowie von der unüberbrückbaren Kluft zwischen Bauern und Landadel. Dem korrupten und erniedrigendem Milieu fallen auf unterschiedliche Weise zwei junge Menschen zum Opfer: Albert und Louis, der am Ende alleine mit seinem Aufbegehren zurückbleibt. Louis wird bei der Aufklärung des Falles nicht nur zum Führer des Pariser Kommissars, dem er Türen und Münder öffnet, die diesem sonst verschlossen geblieben wären. Maigret muss sich sogar eingestehen, dass er der pockennarbige Junge ist, der mit dem Witz seiner Jugend in Wahrheit die Untersuchung vorantreibt. Für Tilman Spreckelsen wird Maigret erst zum Herr der Ermittlung, als er sich mit den Proletariern am Ort verbrüdert. Auch Stanley G. Eskin sieht im Roman, der gespickt sei mit Verweisen auf die Arbeiterunruhen der 1930er Jahre, Maigrets und Simenons Klassenbewusstsein erwachen, wobei Maigrets Sympathie stets den „kleinen Leuten“ gelte und sich gegen die Verderbtheit der Oberschicht richte. Am Ende des Romans erweist sich Maigret als der bekannte „Schicksalsflicker“, der in das Leben der beteiligten Personen eingreift. Er veranlasst den Täter, ins Exil zu gehen, und den feigen Aristokraten zur Scheidung, um die spätere Heirat seiner jungen Geliebten zu ermöglichen. In der dauerhaften Vermählung des ungleichen Liebespaares liegt für Murielle Wenger auch Maigrets besondere Vorstellung von Strafe.

## Rezeption
Für den New Yorker bot der Maigret-Roman aus der klassischen Ära der Reihe Unterhaltung, die über die bloße Präsenz des Kommissars und seine originellen Vorstellung von Gerechtigkeit sowie die Auflösung des Falles hinausreiche. Sie liege in der Beschreibung eines Dorfes, das von der Frage nach Abstimmung beherrscht sei, den wechselseitigen Beziehungen, sowie dem Stolz einer Familie, der über allem stehe. Daneben gebe es schlechtes Wetter, ländliche Küche und Drinks im Überfluss. Kirkus Reviews urteilte über Maigret und sein Rivale: „Très gentil.“ Es handle sich um einen „zurückhaltenden, aber sehr charmanten“ Klassiker mit einem hübschen Puzzle, das von der Beschreibung eines engstirnigen französischen Dorfes begleitet werde.
Während Tilman Spreckelsen schlicht von einem „fabelhaften Roman“ sprach, zog Josef Quack den Vergleich zur Hochliteratur und sah manche Stellen „von Reflexionen im Stile Prousts durchflochten, die von blitzartiger Erinnerung oder der Eigenart der Träume handeln“. Stanley G. Eskin zählte allerdings Maigret und sein Rivale nicht zu den besten Romanen der Gallimard-Periode und fand etwa Maigret und das Dienstmädchen „erheblich vergnüglicher“. Etwas überraschend lautete daher das Fazit Art Bourgeaus: „Dieses Buch ist so lustig, wie Simenon nur sein kann.“
Die Romanvorlage wurde zweimal im Rahmen von TV-Serien um den Kommissar Maigret verfilmt. In der Titelrolle waren dabei Jean Richard in Les Enquêtes du commissaire Maigret (Frankreich, 1968) und Bruno Cremer in Maigret (Frankreich, 1998) zu sehen.

## Ausgaben
- Georges Simenon: L’Inspecteur Cadavre. In: Signé Picpus. Presses de la Cité, Paris 1944 (Erstausgabe).
- Georges Simenon: Maigret und sein Rivale. Übersetzung: Hansjürgen Wille und Barbara Klau. Kiepenheuer & Witsch, Köln 1962.
- Georges Simenon: Maigret und sein Rivale. Übersetzung: Hansjürgen Wille und Barbara Klau. Heyne, München 1968.
- Georges Simenon: Maigret und sein Rivale. Übersetzung: Ingrid Altrichter. Diogenes, Zürich 1987, ISBN 3-257-21523-1.
- Georges Simenon: Maigret und sein Rivale. Sämtliche Maigret-Romane in 75 Bänden, Band 24. Übersetzung: Ingrid Altrichter. Diogenes, Zürich 2008, ISBN 978-3-257-23824-2.